# Mario Stretti
Mario Stretti, psán též Marius Stretti–Zamponi (13. srpna 1910 Královské Vinohrady – 15. srpna 1960 Riga), byl český malíř, grafik a ilustrátor.

## Život
Mario Stretti se narodil v na Královských Vinohradech u Prahy. Patřil k významné pražské rodině Strettiů. Jeho otcem byl malíř a grafik Jaromír Stretti-Zamponi. Nesporný talent k malování, který podědil po předcích vyústil ve studium na Akademie výtvarných umění v Praze. Studoval malířství a portrét u prof. Vratislava Nechleby a grafiku u prof. T.F.Šimona. V roce 1943 se Mario Strettimu narodil syn Karel. Po roce 1948 byl politicky perzekvován.[zdroj?] Byl vynikající malíř a portrétista, krajinář, kreslíř a grafik. Zabýval se také ilustrací a známkovou tvorbou (např. návrh známky Františka Ladislava Čelakovského z roku 1952 nebo dvě známky ze série Povolání z roku 1954.). Získal četné zahraniční ceny, např. v Římě 1960 za olympijskou známkovou sérii.
Zemřel 15. srpna 1960 v lotyšské Rize. Byl pohřben v rodinné hrobce na Vinohradském hřbitově.